# Drucki Sokoliński
Drucki Sokoliński – polski herb książęcy, odmiana herbu Druck. Herb własny rodziny Sokolińskich.

## Opis herbu

### Opis współczesny
Opis skonstruowany współcześnie brzmi następująco:
Na tarczy podzielonej w słup, I pole błękitne, II pole czerwone, pośrodku miecz również w słup, po jego bokach cztery złote księżyce po dwa z każdej strony narożami do siebie tworzące okręgi.
Całość otacza płaszcz heraldyczny, podbity gronostajem.
Płaszcz zwieńcza mitra książęca.

## Geneza
Herb Drucki Sokoliński jest odmianą herbu Druck i przynależy potomkom kniaziów Druckich, czyli Druckim Sokolińskim, pochodzącym wspólnie z Druckimi-Konoplami z miejscowości Sokolnia (zlokalizowanej w pobliżu Drucka). Protoplasta Sokolińskich; Semen Fedorowicz Drucki oraz protoplasta Konoplów; Fedor Fedorowicz Konopla Drucki byli braćmi, którzy w XV w. wspólnie władali Sokolnią – jak można wywnioskować z dokumentów, na których podpisywali się jako kniaziowie Sokolińscy (czyli pochodzący z Sokolni). Druccy mają wywodzić się od legendarnego Ruryka, prawdopodobnie z kniaziów połockich.

## Herbowni
Informacje na temat herbownych w artykule sporządzone zostały na podstawie wiarygodnych źródeł, zwłaszcza klasycznych i współczesnych herbarzy. Należy jednak zwrócić uwagę na częste zjawisko przypisywania rodom szlacheckim niewłaściwych herbów, szczególnie nasilone w czasie legitymacji szlachectwa przed zaborczymi heroldiami, co zostało następnie utrwalone w wydawanych kolejno herbarzach. Identyczność nazwiska nie musi oznaczać przynależności do danego rodu herbowego. Przynależność taką mogą bezspornie ustalić wyłącznie badania genealogiczne.
Pełne listy herbownych nie są dziś możliwe do odtworzenia, także ze względu na zniszczenie i zaginięcie wielu akt i dokumentów w czasie II wojny światowej (m.in. w czasie powstania warszawskiego w 1944 spłonęło ponad 90% zasobu Archiwum Głównego w Warszawie, gdzie przechowywana była większość dokumentów staropolskich). Nazwisko znajdujące się w artykule pochodzi z Herbarza polskiego, Tadeusza Gajla. Występowanie danego nazwiska w artykule nie musi oznaczać, że konkretna rodzina pieczętowała się herbem Drucki-Sokoliński. Często te same nazwiska są własnością wielu rodzin reprezentujących wszystkie stany dawnej Rzeczypospolitej, tj. chłopów, mieszczan, szlachtę. Herb Drucki-Sokoliński jest herbem własnym, wiec do jego używania uprawniona jest zaledwie jedna rodzina: Sokolińscy.

## Galeria

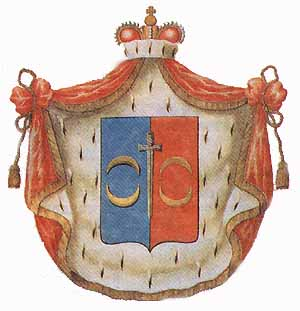
Herb książąt Druckich-Sokolinskich (1798)
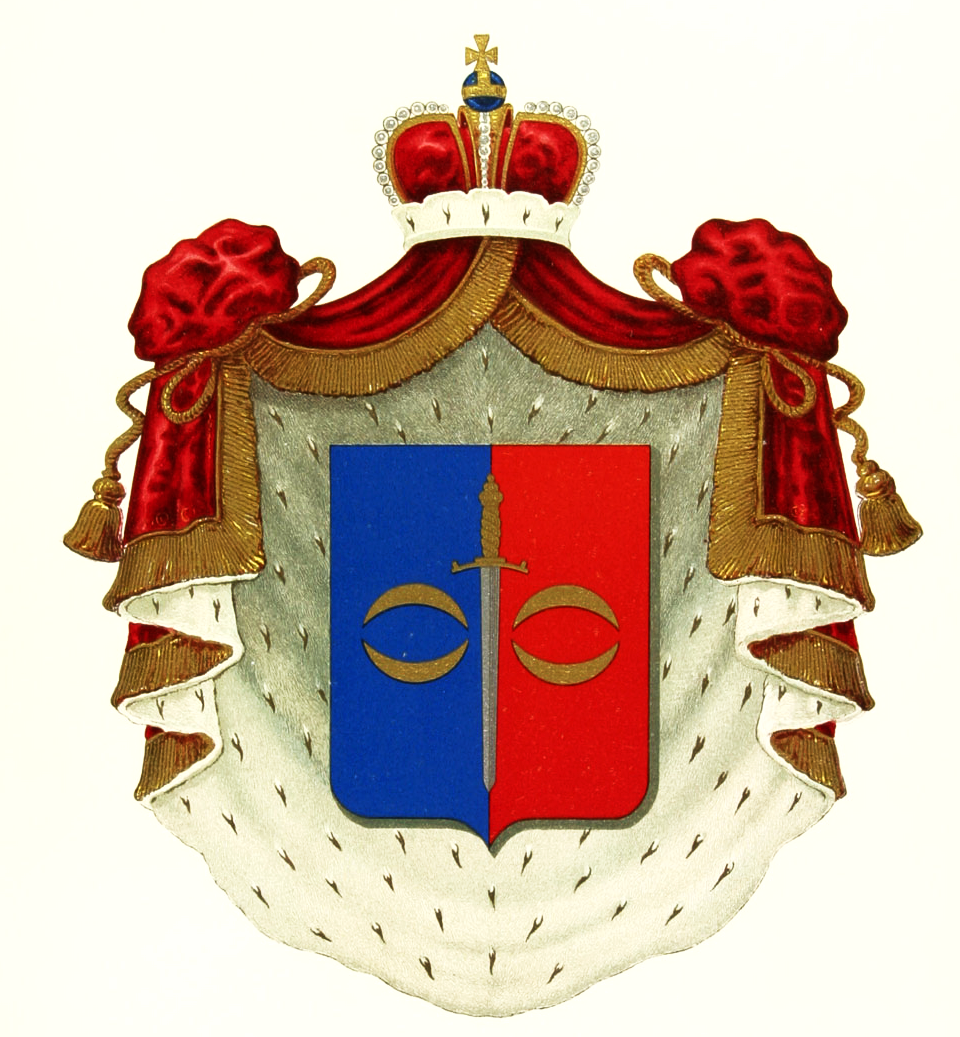
Wizerunek herbu Drucki-Sokolinski z herbarza Durasova (1906)